# 互操作性
互操作性（英語：Interoperability），又称为：协同工作能力、互用性，作为一种特性，它指的是不同的系统和组织机构之间相互合作，协同工作（即互操作）的能力。技术系统工程设计（technical systems engineering）方面常常会用到这条术语；另外，广义地说，还会考虑到那些影响系统间性能（system to system performance）的社会、政治和组织机构因素。另外，Interop还是几个年度网络产品贸易展览会的名称（英文：annual networking product trade shows）。

## 定义
IEEE（Institute of Electrical & Electronic Engineers，电气与电子工程师协会）对互操作性做出了如下定义：

两个或多个系统或组成部分之间交换信息以及对所已经交换的信息加以使用的能力

### 语法互操作性
对于深入推进互操作性的任何工作而言，语法互操作性都不可或缺。如果一个系统能够进行通讯和交换数据，那么，它就具备语法协同工作能力。就数据的通讯而言，基本的要素包括规定的数据格式、通讯协议以及接口描述等等。一般而言，XML或SQL标准提供的就是语法互操作性。

### 语义互操作性
数据交换至少要涉及到两个计算机系统参与方：即发送方计算机系统和接受方计算机系统。数据交换旨在为所有的参与方计算机系统，或者交换双方或其中之一带来有用的结果。不过，这些参与方计算机系统的所有用户事先已经就有关何谓有用结果的规定达成了一致意见。只有当参与方计算机系统之间所交换的数据能够得到对方正确处理和使用的情况下，才能称为实现了语义协同工作能力。

## 远程通讯
在远程通信领域，对该术语做出了如下定义：
1. 若干的系统、单元或兵力提供服务和接受来自其他系统、单元或兵力的服务，以及利用所交换的这些服务，从而使它们能有效地协同工作的能力。
2. 当信息或服务能够在电子通讯装备（communications-electronics equipment）的电子通讯系统或零部件和/或其用户之间得以令人满意的直接交换之时，电子通讯装备的电子通讯系统或零部件之间所实现的那种状态。当指的是特殊情况的时候，则应当对互操作性的程度加以定义。

资料来源：引自美国联邦标准1037C（Federal Standard 1037C）以及-STD-188支持之下的《美国国防部军事及相关领域术语辞典（Department of Defense Dictionary of Military and Associated Terms）》。
在双向无线电通信（two-way radio）方面，互操作性由下列三个维度构成：
- 协调兼容的通信路径（communications paths，通道）（具备兼容性的频率、设备以及信号传输）；
- 无线电系统覆盖范围（radio system coverage）或者足够的信号强度（signal strength）；
- 可升级能力（scalable capacity）。

## 软件

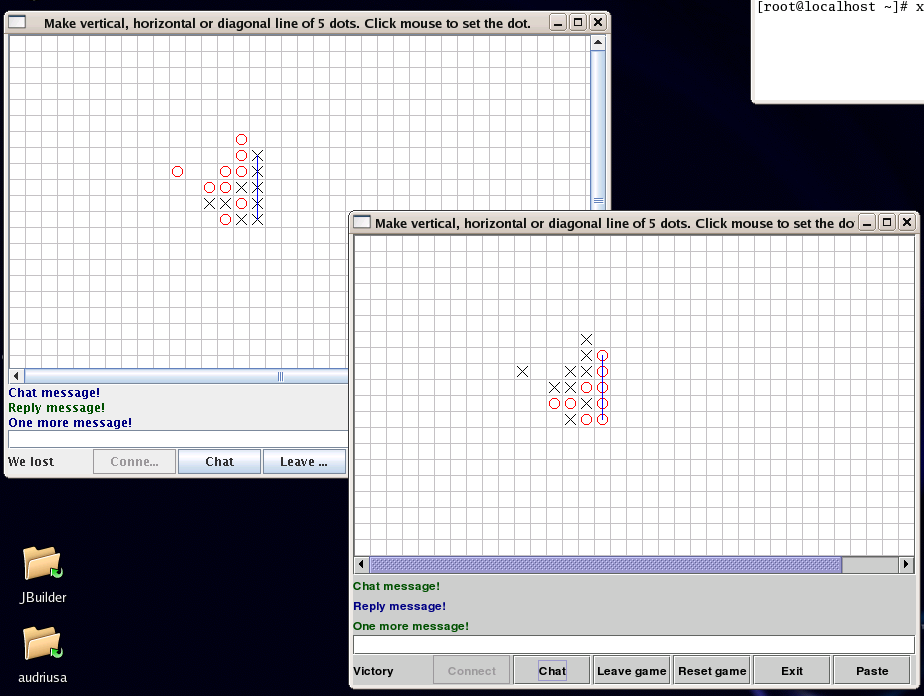
互操作性：在玩家客户端之一运行于Sun Microsystems之上而另一方则利用JamVM运行于GNU Classpath的情况下，玩双角色网络游戏。这些应用程序执行的是相同的字节代码，并且采用标准的RMI-IIOP通讯报文进行互操作。

就软件而言，互操作性——这条术语用来描述的是不同的程序借助于同一套交换格式（exchange formats）来交换数据，读写相同文件格式以及采用相同协议的能力。（互操作性的这种定义并‘没有’期望那种在不同处理器平台<processor platforms >之上执行相同二进制代码的能力。）互操作性的缺乏可能是在程序设计期间对于标准化缺乏重视的一种后果。实际上，在计算机世界（computing world）的那些并未基于标准的部分当中，互操作性也的确并非理所当然的事情。
根据国际标准ISO/IEC 2382-01  信息技术词表，基础术语（ISO/IEC 2382-01, Information Technology Vocabulary, Fundamental Terms），互操作性定义如下：“在几乎或几乎无须用户了解各种功能单元的独特特性的情况下，这些功能单元之间进行通讯、执行程序或者传输数据的能力” 。
注意，该定义有些含糊不清，因为一个程序的用户可以是另一个程序；而且，如果后者是那套被要求具备互操作性的程序的一部分，那么，很可能它就需要了解其他单元的特性。该定义侧重于互操作性的技术方面，而同时人们还已经指出，互操作性往往不仅仅是一个组织机构问题：互操作性常常对那些有关的组织机构造成显著影响，引发所有权（人们是否愿意共享他们的数据？）、劳动关系（人们是否准备好接受培训？）以及可用性（usability）方面的问题。在这种背景下，术语“业务过程互操作性（business process interoperability）”之中则记录了一个更为恰当的定义。
互操作性可以产生具有重大影响力的经济效果，如网络外部效应（network externalities）。假如竞争者的产品不具备互操作性（因为专利权、商业秘密、协调障碍< coordination failures >），其结果很可能就是垄断或者市场衰退（market failure）。鉴于这种原因，对于用户群体（user communities）或者政府而言，谨慎的一点可能就是，采取措施来鼓励不同情况下的互操作性。例如，在英国，目前就有一个称为e-GIF的电子政务互操作性首倡计划（eGovernment-based interoperability initiative）。至于用户群体方面，中立第三方（Neutral Third Party）则正在为业务过程互操作性创立种种标准。关于中立方（neutral party）的另一个例子则是来自于国际互联网工程任务组（Internet Engineering Task Force，IETF）的RFC文件（RFC documents）。

## 医疗行业
众多的医院和实验室正在以与日俱增的速度引进各种各样的新技术；而且，如果这些技术创新能够得以有效集成，那么，它们之中的许多就会具有协同增效的交互潜力。对于“即插即用”互操作性（英文：“plug-and-play” interoperability）的需求已经对医疗保健服务提供方（英文：healthcare providers）及医疗服务行业产生了巨大的吸引力。这种互操作性指的就是医疗设备开箱即用，并可轻松地实现与其他设备之间协同工作的能力。
互操作性有助于病人从技术当中获得最大的好处，并且促进整个行业范围内的改革创新。当不同的产品能够在无须复杂而又昂贵的接口的情况下组合起来使用的时候，小型公司就能进入某一领域，做出专业化的产品。在缺乏互操作性的情况下，医院则不得不转向那些提供兼容性手段套装但却并不专攻任何一个方面的大型厂商。互操作性将鼓励竞争，而竞争则进而将促进革新和质量。
Intel公司（英特尔公司）是消费者医疗保健设备（英文：consumer healthcare devices）的一个主要生产商。从的观点来看，影响一个行业实现互操作性的能力的因素主要有六个。首先，需要存在一种对于互操作性产品的需求。第二，必须存在种种标准和规则，规定互操作性在该领域究竟意味着什么。第三，营业状况（商情；英文：business conditions）必须鼓励制造商使其产品具备互操作性。第四，必须具备种种指导方针，使得往往错综复杂的标准更加便于公司的理解。第五，必须采用独立测试（英文：independent testing）对遵循情况（英文：compliance）加以验证。最后一点就是，必须积极地对互操作性加以促进。无线技术（英文：wireless technology）的快速增长则说明，互操作性是可以实现的。
生物医学行业的现状表明，它当前仍处在逐渐变得有利于开发互操作性系统的过程当中。目前，众多感兴趣的医院构成了一个潜在的市场，而人们也正在为互操作性制定种种标准。不过，似乎当前的营业状况并不鼓励制造商去追求互操作性。比如，仅有16%～20%的医院目前采用了电子病历（英文：electronic medical records，EMR）。对于如此之低的EMR采用比例，大多数制造商都能过得去，而无须在互操作性方面进行投资。事实上，不去追求互操作性，使得其中一些制造商能够在排斥其竞争对手的同时，大肆吹捧其产品的互容性（英文：inter-compatibility）。通过促进EMR的采用工作，Intel之类的公司希望创造一种环境，医院在这种环境下将会拥有要求互操作性产品的集体力量（英文：collective leverage）。

## 电子政务
从电子政务的角度来说，互操作性指的是对于公民、工商企业以及公共管理机构来说，跨边界服务部门的协作能力。由于语言障碍、不同的格式规范以及变化多样的分类，数据的交换工作可能成为一项挑战。
如果对于数据的解释各不相同，那么协作就会受到限制，花费更多的时间，而且还效率低下。例如，当地区A的某位公民希望在地区B购买土地的时候，将会要求此人提交正确的地址数据。这两个地区的地址数据包括：详细的全名、街道名称和编号以及邮政编码。地址细节信息的次序可能会有所不同。采用同一种语言对其所提供的地址数据进行排序，也许并存在什么障碍；但是，如果要跨越语言障碍的话，这件事就会变得愈加困难。如果相应的语言还需要其他字符，同时又没有现成可用翻译工具的话，那么这件事几乎也就不可能完成。
因此，电子政务应用程序需要采用某种具备语义互操作性的方式来交换数据。这样才会节省时间和金钱，并且会减少错误的来源。在每个政策方面，如司法、贸易和参与等等，都能找到它的实用领域。对于解释模式，必不可少的是要具备明确清晰的概念。
目前，有很多的组织机构都致力于互操作性。所有他们的共同之处就是，大家都希望推动万维网向语义网的发展进程。总的来看，其中一些集中关注的是电子政务、电子商务或者数据交换。在欧洲，欧盟及其IDABC计划发起了欧洲互操作性框架（英文：European Interoperability Framework)。他们同时还启动了欧洲语义互操作性中心 (Semantic Interoperability Centre Europe，SEMIC.EU)。2006年，还组建了一个欧洲土地信息服务部 (英文：European Land Information Service，EULIS)，作为欧洲国家土地注册机构（英文：European National Land Registers）的一个联盟组织。该服务部门旨在建立单独一个门户，使得客户能够借此获得和使用关于个人财产的信息、关于土地与财产注册服务机构的信息以及关于相关法律环境的信息。在美国，联邦政府的CORE.gov服务则是为组件开发、共享、注册和复用提供一种协作环境。

## 公共安全
对于法律实施、消防工作、急救医疗服务（Emergency medical services，EMS）以及其他的公共卫生与安全部门（public health and safety departments）而言，互操作性则是一个重大的问题，因为在大规模紧急事件过程中，首先到达现场的人员（first responders，第一出动人员）要能够开展通讯联络。从传统上来说，各种机构之间并不能交换信息，因为它们运行和操作的是截然不同且又互不兼容的硬件。各个机构的信息系统，诸如计算机辅助调度系统（computer-aided dispatch systems，CAD）和档案管理系统（records management systems，RMS），在很大程度上都是孤立地发挥着各自的作用，即处于所谓的“信息孤岛”状态。在这些机构尝试着采用效率低下的补缝方法（stop-gap methods）来打破这种隔绝状态的同时，大型机构则开始实施有限互操作性系统（limited interoperable systems）。这些方法并不合适。在针对五角大楼和世界贸易中心的9/11恐怖袭击期间，美国在公共安全方面缺乏互操作性的状况变得尤为突出。当各个机构在处理和解决卡特里娜飓风袭击灾后问题的时候，进一步显现出了关于缺乏互操作性的证据。
与全美的这种状况相比，一些州，包括犹他州在内，目前已经向前迈出了很大的步伐。犹他州高速公路巡警以及犹他州的其他部门采用位于犹他州旁特富犹市的FATPOT Technologies公司的技术，已经创建了一个州级数据共享网络（statewide data-sharing network）。
目前，华盛顿州也在努力加强互操作性。2003年由立法机构（议会）所创建的州互操作性执行委员会（页面存档备份，存于）（State Interoperability Executive Committee，SIEC）的工作任务就是，帮助各级政府（市、县、州、部落、联邦）的紧急事件响应机构（emergency responder agencies）（警察、消防、市县行政司法长官< sheriff >、医疗、危险物质管理< hazmat >等），对他们局部区域（local region）的互操作性加以明确规定。
华盛顿州认识到，就无线电通讯系统而言，在系统设计与开发方面的协作将使紧急事件响应机构能够有效地提供额外的服务，提升互操作性以及降低长期费用（long-term costs）。
这项重要的工作将挽救应急人员以及他们所服务的公民的生命。
目前，美国政府正在开展着一项协调工作，旨在解决这个国家缺乏公共安全互操作性的问题。美国国土安全部互操作性与兼容性办公室（Office for Interoperability and Compatibility，OIC）则正在开展SAFECOM和CADIP计划。这些计划设计旨在帮助各个机构对于其CAD及其他信息技术系统的集成工作。
2007年8月，OIC启动了CADIP。该项目将在OIC与那些位于包括硅谷在内的几个地点的机构之间建立伙伴关系。该计划将利用若干的案例研究，确定出那些与跨辖区（jurisdictional boundaries）链接CAD系统相关联的最佳实践方法（best practices）和挑战。这些工作将建立公共安全机构（public safety agencies）可以用来构建互操作性CAD系统以及在地方、州及联邦边界之间开展通讯联络的工具和资源。

## 实现软件互操作性
软件互操作性是借助于五种彼此关联的途径来实现的：
1) 产品测试（product testing）；2) 产品工程（product engineering）；3) 行业/共同体伙伴关系（industry/community partnership）；4) 对于公共技术与IP（access to common technology and IP）的享用；5) 标准的实施（implementation of standards）。在降低多向通信软件（intercommunication software）变异性（variability）以及加强对于所要实现的最终目标的共同理解方面，其中的每种途径分别都具有重要的作用。
1. 产品测试（Product testing）
依据某项公共标准（common standard）或其协议子集（sub-profile，子概貌）而生产出来的产品，将依赖于该标准的清晰度（clarity）；但是，在系统和单元测试并未覆盖的实施当中，往往存在着若干的差异和分歧（discrepancies）。正是因为这些系统最终将付诸实施，这就需要采用产品对产品（product against product）的方式，对它们加以正式的测试，以确保它们将会像公开宣扬的那样，在实际当中实现互通（intercommunicate），也就是说它们具备互操作性。互操作性产品测试（interoperable product testing）有别于基于符合的产品测试（conformance-based product testing），因为对于一项标准的符合（conformance，或者说遵循）并不一定就会造就与另一个也经过符合测试的产品之间的互操作性。
2. 产品工程（Product engineering）
实施行业/共同体伙伴关系所规定的公共标准（common standard）或其协议子集（sub-profile，子概貌），并且特别旨在实现与其他同样也遵循该项标准或其协议子集的软件实施（software implementations）之间的互操作性。
3. 行业/共同体伙伴关系（Industry/community partnership）
为了确定可以用于让软件系统针对某种既定用途实现互通的某项公共标准，国内或国际的行业/共同体伙伴关系发起和资助标准工作组（standard workgroups）。有时，某个行业/共同体会采用协议子集的形式来简要描述（sub-profile）另一组织机构所编制的某项现有标准的轮廓，以便减少可选项（options），从而互操作性对于种种实施来说更加便于实现。
4. 公共技术与IP（Common technology and IP）
通过降低来自分别开发的不同的若干套软件产品的那些组件之间的变异性（variability），以及因而使它们能够更易于实现互通，公共技术与IP的运用可能会加快降低互操作性的复杂性（complexity）。与利用某种共同厂商产品（common vendor product）来实现互操作性的方法相比，这种技术同样也具有其中的一些技术效果。公共技术可以来自于第三方库（3rd party libraries）或者开源开发工作（open source developments）。
5. 标准实施（Standard implementation）
软件互操作性需要某项必要的共同协议（common agreement），而后者通常是借助于某项行业标准（industrial standard）、国家标准（national standard）或国际标准（international standard）来达成的。

在减少互通软件之中的可变性以及加强对于所要实现的最终目标的共同理解方面，上述这些途径分别都具有重要的作用。

## 作为支配能力和市场优势问题的互操作性
对于专家们来说，倾向于把互操作性视为一项议题，而互操作性对于日常生活的隐含意义则不时受到低估。微软与欧盟的案例表明，互操作性涉及到支配力关系方面的若干重要问题。2004年，欧盟发现，微软滥用其市场支配力，故意限制Windows工作组服务器（work group servers）与非微软工作组服务器之间的互操作性。微软借此能够保护其在工作组服务器操作系统方面市场主导地位（dominant market position），而这方面正是法人信息技术网络（corporate IT networks）的核心。欧盟要求微软公开其完整准确的接口文档（interface documentation），而这将使竞争厂商能够站在同一基础上展开竞争（“互操作性补救方法”）。截至2005年6月，欧盟委员会正在对微软关于开展此项工作的一项新提案进行市场测试，而此前已经以不充分为由拒绝了微软的多项提案。
微软公司最近关于互操作性方面的工作也许表明，他们在针对互操作性所采取的途径以及承诺水平方面发生了一定的变化。这些努力包括微软办公软件Microsoft Office文件格式向ECMA Office Open XML的过渡，以及几项合作伙伴互操作性协议（partner interoperability agreements）的达成。其中，最值得注意的一项就是最近他们与Novell之间的合作协议（collaboration agreement）（页面存档备份，存于）。
另外，在欧洲议会（2005年6月/7月）之上，互操作性还在软件专利权争论（Software patent debate）当中浮现出来。批评家们指出，互操作性所需技术方法的专利权受到RAND（reasonable and non discriminatory licensing，非歧视性合理许可）条款的保护，因而顾客（消费者）将不得不支付两次的许可费用：一次针对的是产品，而另一次则是在合适情况下，针对产品所使用的，受到专利权保护的程序。

## 铁路
根据所遵循的各种标准，不同的铁路系统都具有或多或少的互操作性。铁路有关标准的一些例子包括轨距、车钩、制动器、铁路信号机、通讯系统、铁路货车金属载量和操作规则。北美洲的铁路系统具有高度的互操作性，而欧洲、亚洲、非洲、中美洲、南美洲以及澳大利亚的铁路系统的互操作性则要低得多。在成本合理的情况下，最为难以克服的问题就是计量标准（轨距）方面的不兼容性。SUW 2000之类的可变轨距系统正在开始着手解决此类问题。